# Ramin (Tulkarem)
Ramin (àrab: رامين, Rāmīn) és una vila palestina de la governació de Tulkarem, a Cisjordània, 15 kilòmetres a l'est de Tulkarem. Segons l'Oficina Central Palestina d'Estadístiques tenia 2.118 habitants el 2016 La seva població pertany a les famílies Salman (34%), Zafer (23%), Hamad (33%) i Zeidan (10%). La seva àrea total és de 8.500 dúnams, dels quals 422 dúnams eren sòl edificat, uns 500 dúnams pedreres i 500 dúnams pastures. Al proper assentament israelià d'Enav li assignaren 470 dúnams. La resta de la terra de Ramin està coberta d'oliveres i ametllers.

## Història
S'hi ha trobat ceràmica d'època romana i romana d'Orient.
Durant l'era de les primeres croades Daniel Palomnik va informar que hi havia vist una església, identificada per cristians locals com el lloc d'enterrament de Josep d'Arimatea. or, from personal name Ḍiyāʼ al-Dīn (1173-1245) va informar que hi havia musulmans vivint a Ramin durant el seu temps.

### Època otomana
Ramin,va ser incorporat a l'Imperi Otomà amb la resta de Palestina en 1517. En 1596, en els registres d'impostos otomans van aparèixer situat a la nàhiya de Jabal Sami, al sanjak de Nablus. Tenia una població de 9 llars, totes musulmanes. Pagaven un impost fix del 33.3% en productes agrícoles, incloent blat, ordi, cultius d'estiu, oliveres, cabres i ruscs, a més d'ingressos ocasionals i una premsa per a oli d'oliva o xarop de raïm; un total de 4.930 akçe.
En 1838, Edward Robinson la va registrar en els seus viatges a la regió, mentre que en 1870 Victor Guérin la descrivia com una vila situada en un turó alt amb 700 habitants. També va assenyalar que la petita plaça davant del madafeh (casa d'hostes) estava pavimentada amb grans lloses d'aspecte antic.
En 1882 el Survey of Western Palestine (SWP) del Fons per a l'Exploració de Palestina la va descriure com «un poble de grandària moderada en un turó, amb un segon monticle cap a l'est, d'on prové el seu nom. Poques oliveres a sota.»

### Època del Mandat Britànic
Segons el cens organitzat en 1922 per les autoritats del Mandat Britànic, Ramin tenia 320 musulmans, que van augmentar en el cens de Palestina de 1931 a 423 persones, totes musulmanes, vivint en 113 cases.
En 1945 la població de Kur era de 630 musulmans, amb 8.868 dúnams de terra segons un cens oficial de terra i població. D'aquests, 745 dúnams eren plantacions i terra de rec, 2.575 eren usats per a cereals, mentre que 14 dúnams eren sòl edificat.

### Després de 1948
Després de la de la Guerra araboisraeliana de 1948, i després dels acords d'Armistici de 1949, Ramin va restar en mans de Jordània. Després de la Guerra dels Sis Dies el 1967, ha estat sota ocupació israeliana.